# Sport i Finland

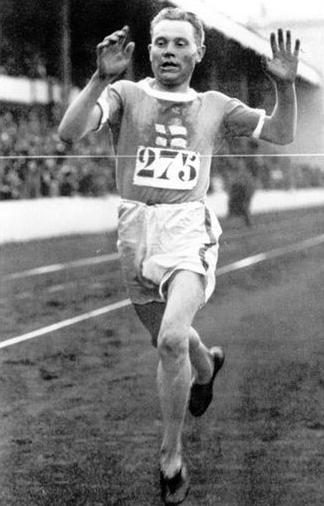
Paavo Nurmi, framgångsrik finländsk löpare.

Sport i Finland kom under 1900-talet framför allt att förknippas med friidrott (framför allt kastgrenar och långdistanslöpning), backhoppning och längdskidåkning. Boboll brukar beskrivas som nationalsport.
Olympiska sommarspelen 1952 avgjordes i Helsingfors.
Finlands herrlandslag i ishockey beskylldes i många år för att bara bry sig om att vinna över Sverige, men har från 1990-talet spelat allt bättre.

### Fotnoter
1. ↑  Robert Laul (6 juni 2011). ”Robert Laul: Finland, ni är jätteduktiga på boboll – men mot oss har ni inget att hämta”. Sportbladet. http://www.aftonbladet.se/sportbladet/kronikorer/robertlaul/article13130519.ab. Läst 14 mars 2013.